# Hans Schima
Hans Schima oder Johann Schima (* 23. November 1894 in Wien; † 28. April 1979 ebenda) war ein österreichischer Jurist und Rektor der Universität Wien.

## Leben
Schima, Sohn des Präsidenten des Österreichischen Patentamtes Karl Schima (1862–1940), besuchte das Schottengymnasium, wo er 1913 die Reifeprüfung ablegte. Er studierte anschließend – mit Unterbrechung durch den Ersten Weltkrieg, in dem er zuletzt als Leutnant der Reserve Kriegsdienst leistete – Rechtswissenschaften und promovierte 1919 an der Universität Wien.
Nach Beschäftigungen in der Finanzprokuratur von 1920 bis 1923 und der Abgaben- und Kreditsektion des Bundesministeriums für Finanzen bis 1925 habilitierte er sich 1928 bei Hans Sperl mit der Arbeit Die Versäumnis im Zivilprozeß und wurde 1934 außerordentlicher Professor sowie 1936 Rat am Bundesgerichtshofs. Infolge der Machtübernahme der Nationalsozialisten in Österreich, in deren rassistischer Ideologie Schima als „Mischling 2. Grades“ galt, verlor er im April 1938 die Lehrbefugnis, 1939 auch seine Stelle am Bundesgerichtshof. Nach einer Tätigkeit als Rechtsanwalt während des Zweiten Weltkrieges folgte er 1945 einem Ruf auf den Lehrstuhl für zivilgerichtliche Verfahren und allgemeine Verfahrenslehre an der Universität Wien. Zudem hatte er ab 1945 einen Lehrauftrag an der Hochschule für Welthandel inne, ab 1948 als Honorarprofessor.
Er war 1949/50 und 1963/64 Dekan der juridischen Fakultät; zudem von 1951/52 bis 1954/55 und von 1959/60 bis 1960/61 Senator und 1956/57 Rektor der Universität Wien. 1966 wurde er emeritiert.
Schima beschäftigte sich hauptsächlich mit der allgemeinen Verfahrenslehre, der Verfeinerung des Rechtsschutzes und der Rechtsvergleichung, die er als wissenschaftliche Methode als einer der ersten in die Rechtswissenschaft einführte. Von 1951 bis 1966 war er Präsident der judiziellen Staatsprüfungskommission, von 1966 bis 1970 Präsident des Österreichischen Juristentages.

## Schriften (Auswahl)
- Die Versäumnis im Zivilprozeß. Deuticke Verlag, Wien 1928.
- Rechtsfälle aus dem Recht der freiwilligen Gerichtsbarkeit (= Rechtsfälle für Übungen von Studierenden und von Anwärtern juristischer Berufe. Band 3, Abt. 2). Perles, Wien 1931.
- Die österreichische Zivilprozeßordnung im Lichte neuerer Prozeßtheorie. Manz, Wien 1948.
- Zur Zwangsvollstreckung in Forderungen im internationalen Rechtsverkehr. Mohr Siebeck Verlag, Tübingen 1963.
- Der unbestimmte Rechtsbegriff. Österreichische Akademie der Wissenschaften, Böhlau Verlag, Wien 1968.

## Ehrungen
- korrespondierende (1955) und seit 1956 wirkliche Mitgliedschaft der Österreichischen Akademie der Wissenschaften
- Ehrendoktorate der Goethe-Universität Frankfurt (1958), der Aristoteles-Universität Thessaloniki (1958) und der juridischen Fakultät der Universität Wien
- korrespondierende Mitgliedschaft der Accademia delle Scienze dell’Istituto di Bologna (ab 1960)
- Ehrenmedaille der Bundeshauptstadt Wien in Gold (1966)
- Ehrensenator der Universität Wien (30. November 1966)
- Großes Verdienstkreuz des Verdienstordens der Bundesrepublik Deutschland (1966)
- Große Silbernes (1958) und Großes Goldenes Ehrenzeichen für Verdienste um die Republik Österreich (1969)